# 福克鎮區 (明尼蘇達州馬歇爾縣)
福克鎮區（英語：Fork Township）是位於美國明尼蘇達州馬歇爾縣的一個行政鎮區。

## 地方資料
福克鎮區的面積為70.10平方千米，當中陸地面積為69.01平方千米，而水域面積為1.08平方千米。根據2020年美國人口普查的數據，當地共有人口7人，而人口密度為每平方千米0.1人。